# 16068 Citron
16068 Citron este un asteroid din centura principală de asteroizi.

## Descriere
16068 Citron este un asteroid din centura principală de asteroizi. A fost descoperit pe 7 septembrie 1999 la Socorro, New Mexico, în cadrul proiectului LINEAR. Asteroidul prezintă o orbită caracterizată de o semiaxă mare de 2,37 ua, o excentricitate de 0,17 și o înclinație de 5,8° în raport cu ecliptica.